# Richard Katan
Richard Katan (Rotterdam, 17 juli 1917 - aldaar, 1 september 1976) was een Nederlandse verzetsstrijder van Joodse afkomst tijdens de Tweede Wereldoorlog.

## Levensloop

### Jonge jaren
Katan werd geboren als de jongste in een gezin van vijf kinderen. Zijn vader Nathan overleed toen hij één jaar oud was. Zijn moeder bestierde een winkel. Katan volgde de handels-hbs, maar verliet de schoolbanken op zestienjarige leeftijd zonder diploma. Hij vond werk als handelsreiziger bij de Joodse firma Fonteijn & Swart. Hij bleef voor het bedrijf werken tot de kantoren van Fonteijn & Swart werden vernield tijdens het bombardement op Rotterdam in mei 1940. Bij de Joodse Jeugd Kring leerde hij op achttienjarige leeftijd zijn vrouw Roosje Roos kennen. Haar ouders bezaten eveneens een winkel die eveneens kapot gebombardeerd werd in de meidagen van 1940. Haar ouders vonden al snel een plek voor een nieuwe winkel, maar Roosje besloot niet mee te verhuizen. Richard Katan en zij traden in het huwelijk. 
Richard begon samen met zijn broer Louis een eigen zaak onder de naam Richard Katan & Co's groothandel. De zaken liepen aanvankelijk goed, maar per 1 oktober 1941 werden alle Joodse bedrijven onteigend en onder een door de Duitsers benoemde bewindvoerder gesteld. Katan bleef in het geheim handeldrijven en verdiende daarmee de kost.

### Onderduiken
Halverwege 1942 kregen steeds meer Joden de oproep om zich te melden voor tewerkstelling in Polen. Richard en Roosje Katan kregen een oproep om zich op 30 juli 1942 te melden bij Loods 24, vanwaar de Rotterdamse Joden per trein werden overgebracht naar Kamp Westerbork. Katan had geruchten vernomen over de vergassing van Joden in Polen en besloot met zijn vrouw naar Zwitserland te vluchten. Daarmee ging hij tegen de wens van schoonouders in die zich wel gehoor gaven aan de oproep zich te melden. Henk Wientjes, een zakenrelatie, stal twee persoonsbewijzen van collega's op zijn werk bij de Vroom & Dreesman in Dordrecht. Richard Katan kon daarop door het leven als Hendrik den Boef en zijn vrouw als Grietje Barendregten. Het probleem met het persoonsbewijs van Richard was dat hij op papier tien jaar jonger was dan zijn werkelijke leeftijd. Bij controles bleef dat echter onopgemerkt.
Kort voordat het echtpaar-Katan zou afreizen naar Zwitserland. Zij betaalden daarvoor duizend gulden aan een paar vluchthelpers. Een buurman van een oom wist echter een veilig adres in Udenhout in Noord-Brabant waar zij tijdelijk konden verblijven om eerst om adem te komen. Achteraf dankten zij hun leven aan dit aanbod. De vluchthelpers bleken hun slachtoffers uit te leveren aan de Duitsers, maar niet nadat zij de reissom hadden opgestreken. Richard en Roosje Katan verbleven een maand in Udenhout en deden zich voor als vakantiegangers. Zij zagen daarna af van de reis naar Zwitserland, maar besloten onder te duiken in een grote stad waar zij op konden gaan in de massa. De keuze viel daarbij op Arnhem. Vanaf september 1942 huurden zij legaal twee kamers bij Koo Leur en zijn vrouw Janny aan de Händelstraat 16.

### Actief in het verzet
Koo Leur vond in april 1943 werkt op het Gewestelijk Arbeidsbureau in Arnhem, waar hij ausweisen ontvreemdde. Deze papieren waren belangrijk omdat onderduikers daarmee konden aantonen dat ze vrijgesteld waren van tewerkstelling in Duitsland. Leur vroeg aan Katan om de formulieren in te vullen en de handtekeningen erop na te maken. Katan leverde de papieren in bij Aart van Steenbergen in Ede. Daarnaast organiseerde Katan een systeem om mannen op de Zuid-Veluwe te waarschuwen bij een op handen zijnde razzia. Na de arrestatie van Leur in januari 1944 stopte Katan met zijn vervalsingswerk.
Via de familie Van der Lende die twee huizen verderop woonde bleef Katan betrokken bij het verzet. Met de oudste zoon Piet trok hij er vaak per fiets op uit om mensen te waarschuwen wanneer gevaar dreigde. Hij had ook een baantje in de boekhandel en uitleenbibliotheek van verzetsman Anton Zwiers. Onderduikers en verzetsmensen konden met een wachtwoord bonnen of papieren mee krijgen, verstopt in een bibliotheekboek.

### Arrestatie en gevangenschap
Richard en Roosje Katan reisden op 3 april 1944 naar Den Haag om in opdracht van het verzet in Leeuwarden drank af te leveren bij een SS'er die kon helpen bij de vrijlating van een verzetsman. Op de terugreis de volgende dag werd Katan er bij een treincontrole uitgepikt. Hij gebruikte inmiddels een persoonsbewijs afkomstig van de Persoonsbewijzencentrale. Deze was onlangs opgerold door de bezetter, waardoor controleurs precies wisten waar zij op moesten letten om vervalsingen te ontdekken. Op het persoonsbewijs van Katan stond nog steeds de originele geboortedatum van Hendrik den Boef. Bij ondervragingen kon Katan daarom volhouden dat hij slechts over een vals persoonsbewijs beschikte om aan de arbeitseinsatz te ontkomen. 
Via het Huis van bewaring aan de Gansstraat in Utrecht kwam Katan terecht in het zogeheten Oranjehotel in Scheveningen. De Duitsers hadden kunnen achterhalen dat het originele persoonsbewijs van Henk den Boef was gestolen en dat Katan dus niet was wie hij zei. Acht dagen na zijn arrestatie werd Huize Kleykamp, waar een kopie lag van elk persoonsbewijs plus de geschiedenis, gebombardeerd door de Royal Air Force. Daardoor was het voor de Duitsers niet meer mogelijk om Katans verhaal te verifiëren. Zijn ondervragers ontdekten daardoor niets over zijn Joodse achtergrond of zijn verzetsactiviteiten.

### Vrijlating en bevrijding
Katan werd op 6 juni 1944 overgebracht naar Kamp Amersfoort, waar hij Koo Leur weer ontmoette. Vandaar uit was het de bedoeling dat hij op transport werd gezet naar een Messerschmittfabriek in Duitsland. Bij een medische keuring werd Katan echter afgekeurd, mogelijk op een verzoek van het Arnhemse verzet. In plaats daarvan werd hij vrijgelaten. Door zijn kampervaring was Katan verwilderd en hij werd steeds roekelozer. Vanaf 17 september vonden er geallieerde luchtlandingen plaats in de omgeving van Arnhem als onderdeel van Operatie Market Garden. Samen met Zwiers en andere verzetsstrijders bezette Katan de Telefoon- en Telegraafkantoor. Zij konden nog net op tijd ontkomen toen de Duitsers de stad weer innamen.
Na de Slag om Arnhem werd de stad geëvacueerd. Katan week met zijn vrouw uit naar Beekbergen. Daar was Katan actief voor de Luchtbeschermingsdienst. In Beekbergen maakten de echtelieden de bevrijding mee door de Canadezen in april 1945. 

### Naoorlogse jaren
Katan en zijn vrouw gingen na de oorlog in Arnhem wonen. Daar kregen zij een dochter en een zoon, de latere biochemicus en hoogleraar Martijn Katan. Roosje Katan had bijna geen familieleden meer, haar beide ouders waren vermoord in Auschwitz. Zij onderhield slechts contact met een nicht, Didi Roos. Katan begon een eigen zaak en werkte daarna lange tijd voor het heropgerichte Fonteijn & Swarts in Rotterdam. Toen dat bedrijf eind jaren zestig ophield te bestaan begon hij wederom een eigen zaak. Katan overleed in 1976 aan lymfklierkanker.